# Tommys
Tommys er et danseband fra Vaasa, dannet i 1980. Hans Martin var sanger fra 1980 til 2000. Under 1980'erne spillet de mest i Österbotten og svensktalende dele i Sydfinland. I Sverige kom gennembruddet i 1991 med "Vår dotter".

## Diskografi
- Sommarhälsning - 1988
- En ny glädje - 1989
- De tusen sjöars land - 1990
- Vår dotter - 1991
- Ensamhet - 1991
- Hyllning till far och mor - 1994
- Som en vårnatt - 1994
- Lyckans land - 1997
- En liten blomma - 1997
- Som vita duvor - 1998
- Min kärlek blommar än - 1999
- Till en vän - 2000
- En liten blomma - 2001
- Aftonstjärnan - 2001
- Tommys bästa - 2001
- I kväll ska vi ha fest - 2003
- En dag i taget - 2006
- Stunder av lycka - 2006
- Spegelbild - 2011